# St. Hippolyt und Kassian (Frittlingen)

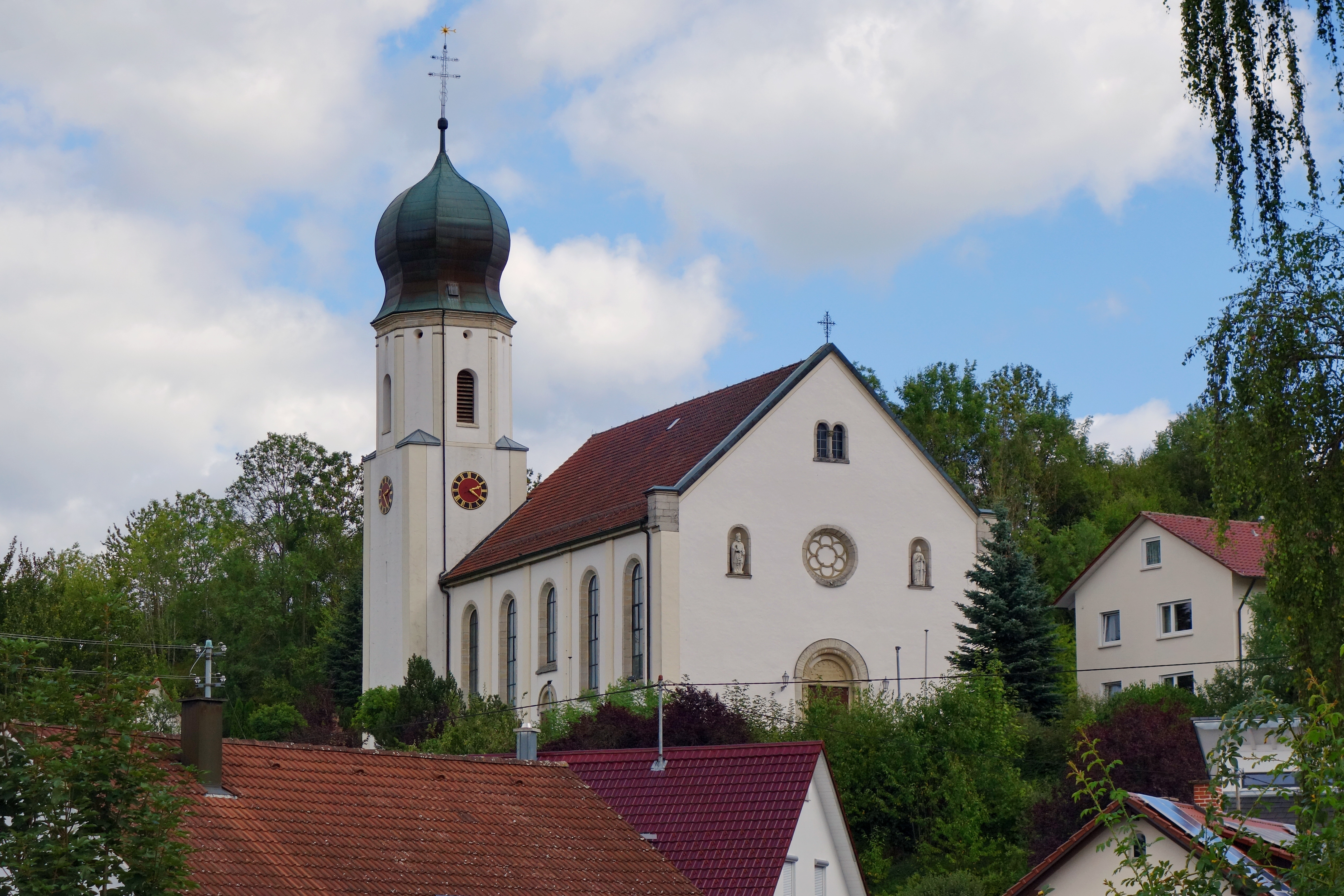
Katholische Pfarrkirche St. Hippolyt und Kassian

Die römisch-katholische Pfarrkirche St. Hippolyt und Kassian steht weithin sichtbar auf dem sogenannten Kirchberg in Frittlingen, einer Gemeinde im Landkreis Tuttlingen in Baden-Württemberg. Die Pfarrei gehört zum Dekanat Tuttlingen-Spaichingen in der Diözese Rottenburg-Stuttgart.
Die Kirche ist zu Ehren der Heiligen Hippolytus und Kassian geweiht, deren gemeinsame Verehrung in Deutschland eine Rarität darstellt.

## Geschichte
Die Anfänge des Kirchenbaus in Frittlingen reichen vermutlich bis ins 10. oder 11. Jahrhundert zurück. Archäologische und bauliche Hinweise lassen darauf schließen, dass das Gotteshaus auf einem Fundament errichtet wurde, das über 1000 Jahre alt ist.
Die ältesten erhaltenen Bauteile stammen aus dem 16. Jahrhundert: Die unteren Geschosse des Kirchturms, die noch heute vorhanden sind, datieren in diese Zeit.

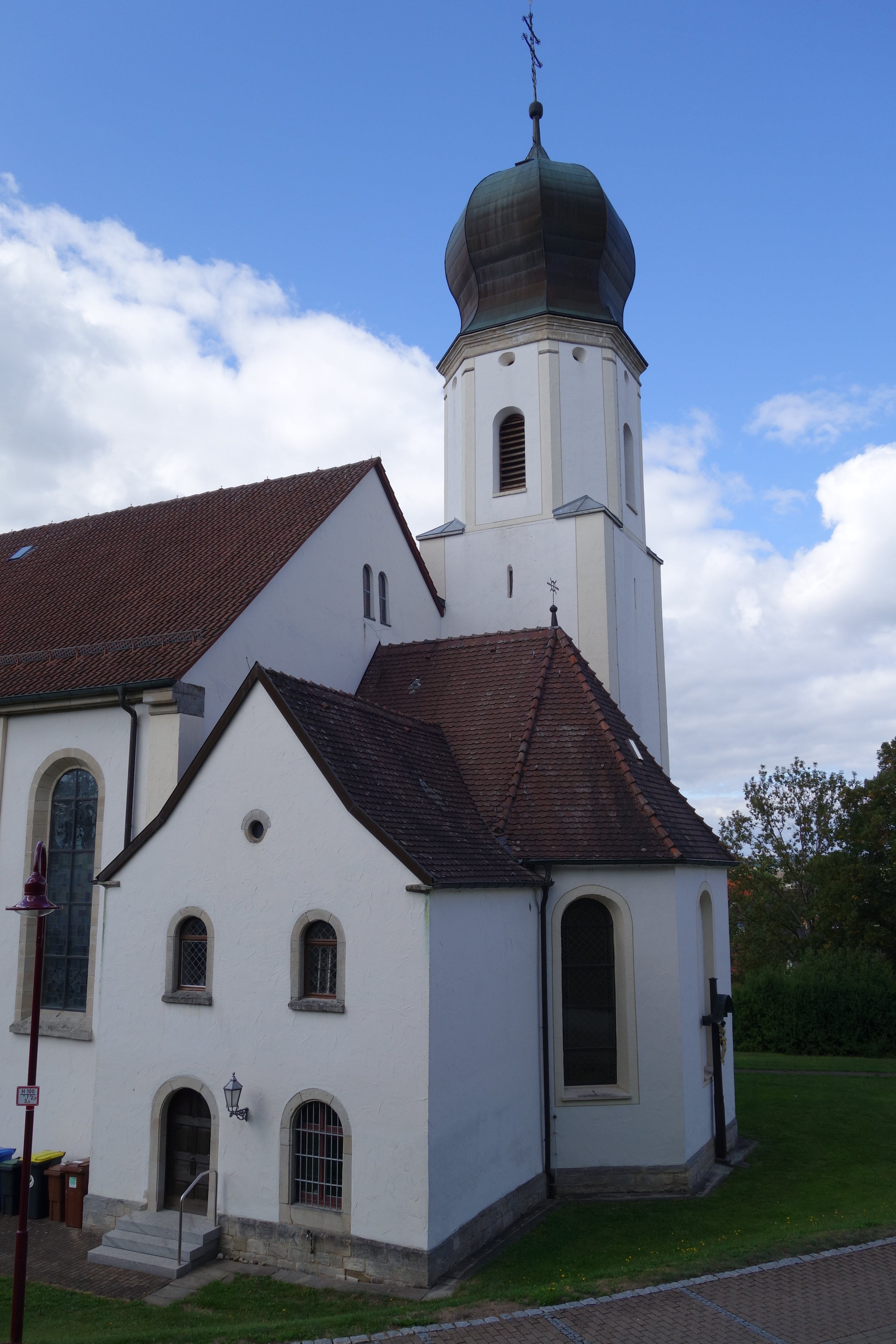
Turm und Chor

Im Jahr 1702 wurde die Kirche umfassend umgestaltet. Dabei entstand der heute noch vorhandene Chorraum sowie der charakteristische Zwiebelturm, der den barocken Umbau prägt. Aus dieser Bauphase stammen wesentliche architektonische Merkmale des Chores.
Da das bestehende Kirchenschiff mit der wachsenden Zahl der Gläubigen nicht mehr mithalten konnte, wurde es in den Jahren 1876 bis 1878 vollständig neu erbaut. Der neugotische Neubau ersetzte das ältere Schiff und orientierte sich in Stil und Raumvolumen an den Anforderungen des 19. Jahrhunderts. Im Zuge dieses Neubaus wurden viele ältere Kunstwerke entfernt oder verkauft. Einige davon konnten in jüngerer Zeit wieder zurückerworben werden.
Eine umfassende Renovierung der Kirche erfolgte im Jahr 2000. Der Steinmetz Alfred Appenzeller gestaltete dabei den Innenraum künstlerisch neu und prägte damit das heutige Erscheinungsbild der Kirche. Zwischen 2021 und 2025 wurden weitere umfangreiche Sanierungen notwendig, insbesondere am Dach des Chorraums und der Sakristei, das undicht geworden war. Die dadurch ausgelösten Schäden führten auch zur Erneuerung des Chorgewölbes. Im Rahmen dieser Restaurierungsmaßnahmen wurde die künstlerische Neugestaltung des Chorraums durch den Künstler Tobias Kammerer in Angriff genommen.

## Ausstattung
Die Kirche St. Hippolyt und Kassian beherbergt Kunstwerke aus mehreren Jahrhunderten, darunter besonders wertvolle spätgotische und barocke Skulpturen.
Zu den ältesten Stücken zählt eine Statue des heiligen Konrad, entstanden um 1420. Ebenfalls aus der Spätgotik stammen eine um 1480 geschaffene Gruppe der drei heiligen Nothelferinnen – Barbara, Margareta und Katharina – sowie die um 1500 datierte Beweinung Christi. Ein weiteres Werk aus dieser Zeit ist die Predella mit Darstellungen der zwölf Apostel.
Aus dem Barock sind die Kunstwerke Krönung Mariens und eine Kreuzigungsgruppe erhalten.
In der zweiten Hälfte des 20. Jahrhunderts wurde die Ausstattung mehrfach verändert. In den 1960er-Jahren entfernte man unter anderem die Kanzel und die Seitenaltäre, verwahrte jedoch die zugehörigen Figuren.
Die künstlerische Gestaltung des Chorraumes stammt zum großen Teil von Tobias Kammerer. Er konzipierte eine leuchtende, orangegelbe Sonne hinter dem Kruzifix als Zeichen der Auferstehung, ergänzt durch eine historische Darstellung des Gottvaters mit dreigeteiltem Nimbus sowie eine skulpturale Taube als Symbol des Heiligen Geistes, die einst Teil der in den 1960er-Jahren abgebauten Kanzel war. Diese Gestaltungsmerkmale knüpfen an ältere Fassungen der Kirchenausmalung an.

### Glocken
Die älteste Glocke der Kirche wurde bereits 1460 gegossen und ist somit älter als das bestehende Kirchengebäude.